# Sărata-Basarab
Sărata-Basarab – wieś w Rumunii, w okręgu Botoszany, w gminie Hănești. W 2011 roku liczyła 449 mieszkańców.